# Serrat del Calbó

El Serrat del Calvó, respecte del terme de Granera

El Serrat del Calvó és una formació muntanyosa del terme municipal de Granera, al Moianès.
Està situat a l'extrem nord-oriental del terme, on forma un serrat que s'allargassa de nord a sud i conté les masies del Calvó, el Carner. És a l'esquerra del torrent del Sot del Calbó i de la seva continuïtat, el torrent de la Cua de la Guilla, i a la dreta del torrent de les Tutes. Pel costat sud, l'únic que no està limitat per un torrent, la carena enllaça amb les Gavinetes, la Serra dels Tudons i la Carena de Coll d'Ases, ja al límit sud-est del terme municipal.